# Abraxas nigrolineata
Abraxas nigrolineata là một loài bướm đêm trong họ Geometridae.